# Juan José Lombán
Juan José Lombán, gobernador intendente de las Provincias de Sonora y Sinaloa. Español. Siendo sargento mayor arrió a la Villa de Chihuahua a fines de 1817 como comandante de las armas, en compañía de don José de Ochoa fue propietario de las minas del Carrizo, municipio de Julimes, en enero de 1819 fue trasladado a Arizpe con el mando militar de la Alta Sonora. Con objeto de reunir también el mando político en una sola persona, el 27 de junio se hizo cargo del gobierno de las provincias citadas, por orden del comandante general, y lo ejerció hasta fines de octubre siguiente en que se presentó en el mineral del Rosario el brigadier Antonio Cordero, nombrado en propiedad. Ascendió a inspector de presidios militares de la Nueva Vizcaya y fue acusado por el mariscal García Conde de licencioso, desordenado, haberse dedicado a actividades comerciales, fomentado el contrabando y no haber dado oído a las quejas de los ópatas de la Compañía Auxiliar de Bavispe, que se revelaron en seguida. Pretendió imponerse al juramento del Plan de Iguala en agosto de 1821 suspendiendo el tránsito de los correos enviados por García Conde con las órdenes respectivas, por cuya causa fue suspendido en su empleo. Se consideró amparado por la capitulación de la plaza de Durango en septiembre siguiente, fue llamado a México y arraigado en enero de 1824 en que el secretario de Guerra le mandó entregar la suma de $500.00 para que se embarcara con destino a La Habana.